# Virtueller Desktop

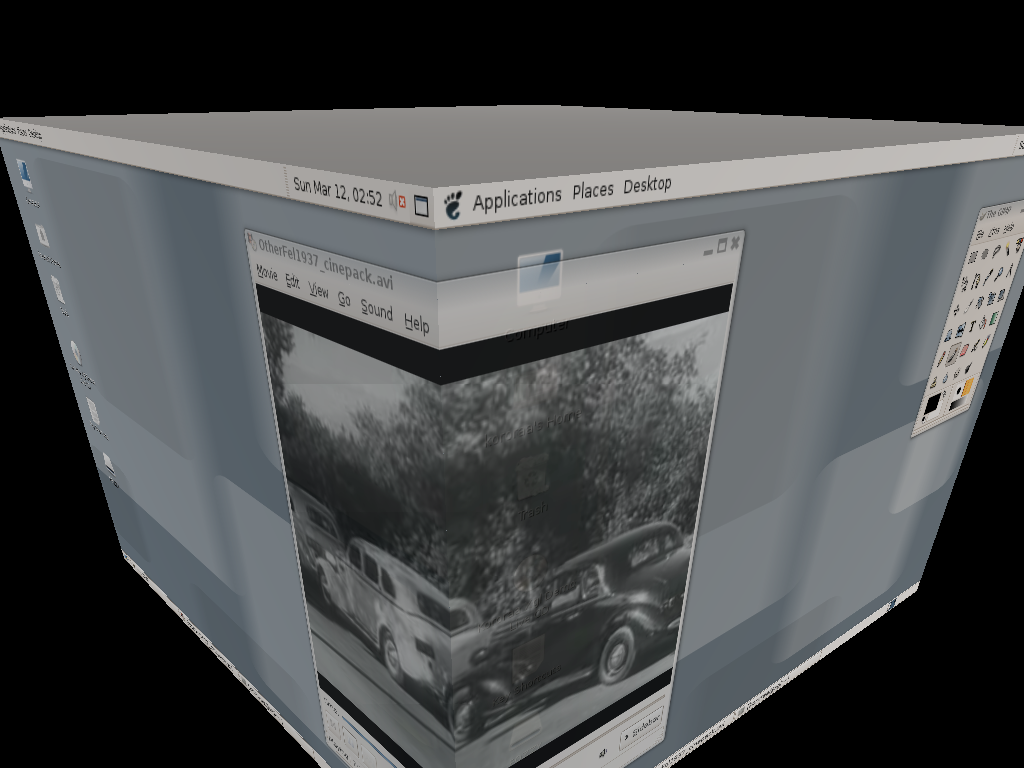
Würfelförmiger dreidimensionaler virtueller Desktop bzw. würfelförmig dargestellte Arbeitsumgebung mit vier virtuellen Desktops

Ein virtueller Desktop ist ein Desktop, der mit Hilfe von Software größer als der anzeigende Bildschirm ist. Dies kann entweder durch Vergrößerung der Arbeitsfläche in der Horizontalen oder Vertikalen, bei der sich der sichtbare Bereich (Bildausschnitt) der größeren logischen Fläche hin- und herschieben lässt, oder durch mehrere gleichartige Desktops, zwischen denen sich hin- und herschalten lässt, erzielt werden. Virtuelle Desktops sollen den begrenzten Raum auf einem Bildschirm erweitern, daher kommen sie umso stärker zum Einsatz, je kleiner der Bildschirm ist. Gerade bei Subnotebooks ist die Einrichtung eines größeren virtuellen Desktops oft die einzige Möglichkeit, Anforderungen an die Monitorauflösung zu erfüllen. Bei mehreren Desktops lassen sich Anwendungsfenster auf den verschiedenen, meist mit Nummern oder Namen versehbaren Desktops verteilen, was die Übersichtlichkeit teilweise enorm erhöht.
Insbesondere unter Linux wird die Bezeichnung "Virtueller Desktop" gemeinhin als Synonym für den einzeln sichtbaren Arbeitsflächenbereich verwendet. Virtuelle Desktops = multiple Arbeitsflächen(bereiche) werden von jeder grafischen Linux-Oberfläche und jedem Linux-Fenstermanager unterstützt. Die Linux-Oberflächen Unity und Gnome Shell nennen die virtuellen Desktops "Arbeitsflächen" bzw. "Workspaces". Sie werden in der Gnome Shell über die "Aktivitäten"-Übersicht aufgerufen. KDE SC dagegen verwendet "Aktivitäten" als Begriff für (multiple) Arbeitsumgebungen, die wiederum eine Vielzahl von virtuellen Desktops = Arbeitsflächen enthalten können.
Ab der Version 10 erhält auch Microsofts Windows-Betriebssystem virtuelle Arbeitsflächen/Desktops.
In Apples Mac OS heißt das entsprechende Konzept der multiplen Arbeitsflächen Spaces.